# Windplatte

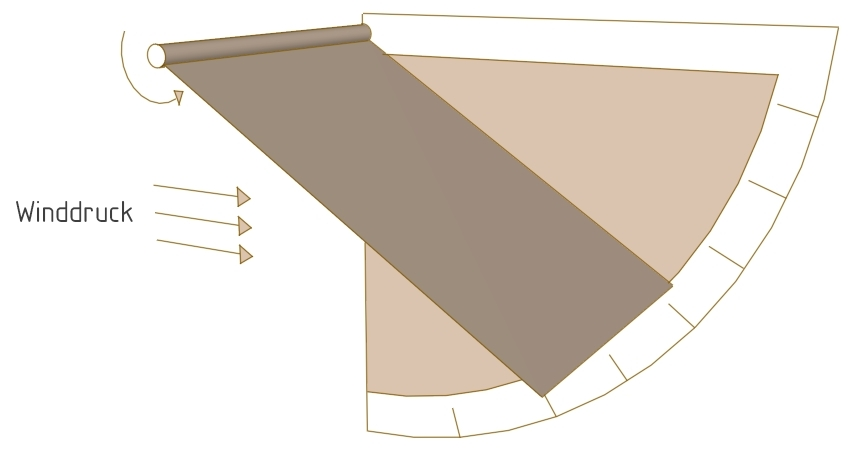
Modell einer Windplatte. Die Windgeschwindigkeit kann rechts an der Skala abgelesen werden.

Windplatte, auch Platten-Anemometer genannt, ist der Oberbegriff für zwei baulich voneinander verschiedene Anemometer, deren gemeinsamer Bestandteil eine flächige Platte ist, die dem im Wind enthaltenen Strömungsdruck ausweicht, und zählt zu den historischen Instrumenten, mit denen die Geschwindigkeit der Luftströmung des Windes gemessen werden kann.

## Geschichte
Die Windplatte ist das älteste bekannte Anemometer. Sie wurde vermutlich von dem italienischen Architekten und Mathematiker Leon Battista Alberti um ca. 1450 erfunden. Leonardo da Vinci zeichnete im Jahre 1501 seine eigene Version, ein Schwingplatten-Anemometer. Im Jahr 1667 erwähnt die königliche Gesellschaft in London erneut ein Schwingplatten-Anemometer, dessen Neuerfindung nun Robert Hooke zugeschrieben wird. Von dem Schwingplatten-Anemometer der Skizze von Leonardo da Vinci unterscheidet es sich technisch sehr auffallend. Man kann sagen, mit einer pendelnd aufgehängten, also schwingenden Platte hat Robert Hookes Erfindung nichts zu tun. Hookes Windplatte bewegt sich im Unterschied zu der auf Leonardo da Vincis Skizze gezeichneten Version linear in Richtung der Windströmung und federt mechanisch zurück, ohne dabei den Anstellwinkel zur Strömung zu verändern. Deshalb wird Hookes System auch Druckplatten-Anemometer oder im Englischen – deflection plate anemometer – genannt.

## Unterscheidungsmerkmale
Das Schwingplatten-Anemometer von Leonardo da Vinci ist eine an einer waagerecht angebrachten Achse herunterhängende pendelnde Platte, die unter dem Druck einwirkender Luftströmung dieser pendelnd nachgibt. Auf einer Strichskala, die sich hinter der Bewegungsebene der schwingenden Platte befindet, kann man den Neigungswinkel der Platte ablesen, und entsprechend dazu die Parameter der Windstärke.
Das Druckplatten-Anemometer, oder wie es im Englischen treffend auch als Deflektionsplatten-Anemometer (engl. deflection plate anemometer) bezeichnet wird, beruht auf einem linearen Ausweichen der senkrecht zur Strömung fixierten Platte auf einer Gleitschiene. Hier wird die Platte nicht durch ihr Gewicht in die Ausgangsstellung zurückgeführt, sondern diese Funktion erfüllt eine relativ schwache Rückstellfederung auf der vom Wind abgewandten Seite der Platte. Hier wird auch ein Zeiger von einem Zugfaden zum Ausschlag gebracht,  wobei der Faden mit dem Zeiger von der beweglichen Platte ausgehend über eine Umlenkrolle von einem Gewicht straff gehalten wird. Auf einer Skala wird dann die Windgeschwindigkeit angezeigt.

## Verwendungen
Beide Anemometertypen wurden früher zu meteorologischen Aufzeichnungen herangezogen, heute sind diese Bauarten jedoch wegen ihrer Ungenauigkeit kaum noch anzutreffen. Eine Ausnahme hierzu macht Leonardo da Vincis Bauweise. Hier handelt es sich um die einfachste Konstruktion überhaupt, und weil sich eine solche Vorrichtung ohne große Kenntnisse und mit geringem Aufwand leicht realisieren lässt und zudem jeder Witterung mühelos standhält, findet man auch heute noch vereinzelt solche Windplatten mit einer Wetterfahne drehbar zum Wind ausgerichtet meist in Gärten stehend und als besonderer Schmuck mancher einfach gestalteten Wetterstation gedacht, vor.